# Mendoncia smithii
Mendoncia smithii är en akantusväxtart som beskrevs av Emery Clarence Leonard. Mendoncia smithii ingår i släktet Mendoncia och familjen akantusväxter. Inga underarter finns listade i Catalogue of Life.